# Романчук Сергій Павлович
Романчук Сергій Павлович (*21 грудня 1944 року) — український географ-геоеколог, кандидат географічних наук, доцент Київського національного університету імені Тараса Шевченка.

## Біографія
Народився 21 грудня 1944 року в Конотопі, Сумської області. Закінчив у 1969 році географічний факультет Київського університету зі спеціальності «фізична географія». Навчався в аспірантурі на кафедрі фізичної географії та охорони природи. Працював з 1969 року в ґрунтознавчих експедиціях, науково-дослідних лабораторіях географічного факультету. З 1995 року працює доцентом на кафедрі фізичної географії та геоекології, у 1999–2000 роках виконував обов'язки завідувача кафедри. Кандидатська дисертація «Методика антропогенно-ландшафтних реконструкцій територій давнього освоєння (на прикладі Середнього Подніпров'я IV тисячоліття до н. е. — початок ІІ тисячоліття н. е.)» у 1992 році. Розробив і викладає курси: «Історичне ландшафтознавство», «Історична географія», «Етногеоекологія», «Етнокультурні ландшафти України».
Учасник науково-дослідних ґрунтознавчих, ландшафтознавчих, ландшафто-екологічних, археологічних та краєзнавчих експедицій в усіх ландшафтних зонах України. Співпрацює з Національним екологічним центром України, Інститутом археології НАН України. Був на громадських засадах редактором українського екологічного вісника «Ойкумена».

## Нагороди і відзнаки
Брав участь у ліквідації наслідків аварії на ЧАЕС, статус учасника ліквідації ІІ категорії. Нагороджений Почесною грамотою Міністерства освіти і науки України.

## Наукові праці
Сфера наукової діяльності: теоретичні, методологічні, методичні та регіональні аспекти дослідження природно-антропогенної історії ландшафтів України, взаємодія етносів з ландшафтами етнічних територій, формування етнокультурних, сакральних та історичних ландшафтів. Автор понад 100 наукових праць, у тому числі 3 монографій, 5 навчальних посіб. Основні праці:
1. Історичне ландшафтознавство (теоретико-методологічні засади та методика антропогенно-ландшафтних реконструкцій давнього природокористування): Монографія. — К., 1998.
2. Основи етногеоекології: Навчальний посібник. — К., 2005.